# Frank Godt
Frank Godt (* 5. März 1966 in Lüneburg) ist ein deutscher Szenenbildner.

## Leben
Frank Godt wuchs in Nordfriesland auf. Er machte eine Schreinerlehre und ist seit 1990 im Filmbereich tätig. Godt war für Aufbau und Realisierung diverser Filmdekorationen, unter anderem in den CCC-Studios in Berlin, verantwortlich. Von 1994 bis 1995 studierte er Bühnentechnik an der Hanseatischen Akademie für Marketing und Kommunikationsmedien e. V. Hamburg und ist seit 1997 selbstständiger Szenenbildner für Film und Fernsehen.
Godt arbeitete unter anderen mit den Regisseurinnen und Regisseuren John Bradshaw, Jörg Lühdorff, Claudia Prietzel, Peter Henning, Ulli Baumann, Hans Horn, Andreas Thiel, Florian Baxmeyer, Thomas Stiller, Friedemann Fromm, Ben Verbong, Oliver Dommenget, Wilhelm Engelhardt, Matthias Tiefenbacher, Marc Brummund, Stefan Krohmer, Christoph Schnee, Christian Theede, Isabel Prahl, Carsten Gutschmidt, Nina C. Wolfrum, Andreas Kleinert, Bruno Grass, Katharina Bischof, Rainer Kaufmann und Judith Kennel zusammen.
2010 war Frank Godt neben Gerhard Schmidt, Michael Brandner, Jochen Greve und Cornelia von Braun eines der Gründungsmitglieder der Deutschen Akademie für Fernsehen. Godt hat die Auszeichnungsskulptur für die Deutsche Akademie für Fernsehen entworfen und war bis 2024 neben dem Präsidenten Michael Brandner, der Vorstandsvorsitzenden Christina Hecke, Cornelia von Braun, Jochen Greve, Stephan Ottenbruch, Dagmar Rosenbauer (Produzentin) und Thorolf Lipp im Geschäftsführenden Vorstand der Deutschen Akademie für Fernsehen tätig.
Nach 14 Jahren ehrenamtlicher Mitarbeit für die Deutsche Akademie für Fernsehen zieht er sich aus dem Vorstand zurück und gibt seinen Platz für neue innovative Kreative frei.
Frank Godt hat bis Ende 2024 mit seiner künstlerischen Gestaltung 70 Filmen und Serien ein Gesicht gegeben. Kinofilme, Reihen, Serien und TV-Filme sind durch sein Design geprägt.
Mit seiner Familie lebt er in der niedersächsischen Nordheide bei Hamburg.

## Filmografie (Auswahl)
- 2000: 20.13 – Mord im Blitzlicht
- 2001: Ratten – Sie werden dich kriegen
- 2003: Der Puppengräber
- 2003: Das Wunder von Lengede
- 2004: Ratten 2 – Sie kommen wieder!
- 2004: Das Blut der Templer
- 2005: Die Gerichtsmedizinerin
- 2006: Die Pathologin
- 2006: Open Water 2
- 2007: 2030 – Aufstand der Alten
- 2007: Die Wölfe
- 2008: Zwölf Winter
- 2008: Böseckendorf – Die Nacht, in der ein Dorf verschwand
- 2009: Jenseits der Mauer
- 2009: Weissensee, 1. Staffel
- 2011: Marco W. – 247 Tage im türkischen Gefängnis
- 2011: Das Mädchen auf dem Meeresgrund
- 2011: Weissensee, 2. Staffel
- 2011: Komm, schöner Tod
- 2012: Tatort: Das Wunder von Wolbeck
- 2012: Es kommt noch dicker
- 2013: Polizeiruf 110: Liebeswahn
- 2013: Unter der Haut
- 2013: Heiter bis tödlich – Monaco 110
- 2014: Tatort: Frohe Ostern, Falke
- 2014: Nord bei Nordwest Käpt’n Hook
- 2014: Weissensee, 3. Staffel
- 2015: Die Stadt und die Macht
- 2015: Die Haut der Anderen
- 2015: Mörderische Stille
- 2016: Tatort: Echolot
- 2016: Honigfrauen
- 2017: Meine fremde Freundin
- 2017: Weissensee Vierte Staffel
- 2018: Die Heiland – Wir sind Anwalt
- 2018: Angst in meinem Kopf
- 2019: Bingo im Kopf
- 2019: Ein ganz normaler Tag
- 2019: Was wir wussten – Risiko Pille
- 2019: Die Toten von Marnow
- 2020: Die Liebe des Hans Albers
- 2020: Schneller als die Angst
- 2021: Schwarzer Schatten, Serienmord im Krankenhaus
- 2021: Tatort: Borowski und die große Wut
- 2021: Gestern waren wir noch Kinder
- 2022: Tatort: Borowski und der Wiedergänger
- 2022: Tatort: Borowski und das unschuldige Kind von Wacken
- 2023: Helen Dorn: Der deutsche Sizilianer
- 2023: Helen Dorn: Mordsee
- 2023: Wendland: Stiller und der rote Faden
- 2023: Wendland: Stiller und der Teufelssauger
- 2023: Tatort: Borowski und das ewige Meer
- 2024: Wendland: Stiller und der Wolf im Schafspelz
- 2024: Die Frau in Blau
- 2025: Unter anderen Umständen: Das Grab im Wald
- 2025: Blutsbande, Mord im Teutoburger Wald: Erbsünden

## Auszeichnungen
- 2009: Deutscher Fernsehpreis für Die Wölfe Bestes Szenenbild
- 2009: International Emmy Award  Best Mini Series Die Wölfe
- 2014: Preis der Deutschen Akademie für Fernsehen in der Kategorie Bestes Szenenbild für Weissensee (2. Staffel)
- 2016: Grimme-Preis für Weissensee (3. Staffel) für das Szenenbild
- 2017: Nominierung Preis der Deutschen Akademie für Fernsehen für Honigfrauen in der Kategorie Szenenbild
- 2018: New York Festival – Worlds Best TV & Film, Silver World Medal Miniseries für Honigfrauen Production Design